# 新界區專線小巴618線
新界區專線小巴618線是由天祐有限公司營運的一條小巴線，行走天水圍北天恩邨及深圳灣口岸之間，是香港唯一一條以深圳市內為總站的專線小巴路線（因深圳灣口岸實際位置位於深圳市東角頭），也是4條直達過境口岸的專線小巴路線之一（另三條分別為新界區專線小巴59S線、新界區專線小巴75線及新界區專線小巴901線）。

## 簡介及歷史
深圳灣口岸於2007年7月1日正式開通，政府公開招標三條由屯門區和元朗區開往深圳灣口岸的巴士線和一條由元朗區（北天水圍新市鎮）開往深圳灣口岸的專線小巴線，其中專線小巴路線由天祐有限公司投得，編號為618，於2007年7月1日18:00時正式開始行走，以配合深圳灣口岸啟用。行走本線的專線小巴車隊，原為行走元朗至上水（經新田）的紅色公共小巴17號線。後來本線改經廈村路及田廈路來往天水圍，不再經元朗公路。
2020年2月6日，因应2019新型冠状病毒疫情，專線小巴618線暂停服务，直至2023年1月8日才重投服務。

## 服務時間及班次[7]
- 每日
  - 天恩邨開：06:10-22:30（15分鐘一班）
  - 深圳灣口岸開：06:45-00:20（15-20分鐘一班）

註：
1. 為配合口岸的開放時間，小巴服務時間或會臨時更改而不作另行通知。
2. 深圳灣公路大橋可能會在惡劣天氣下封閉，公共運輸服務亦會因此而停止服務，屆時旅客需留意有關交通情況。

## 收費
- 全程收費：$14.4

| - 此路線大小同價。 - 65歲或以上長者使用長者或個人八達通（包括「樂悠咭」），合資格殘疾人士使用「殘疾人士身份」個人八達通，以及60至64歲香港居民使用「樂悠咭」繳付車資，均可享有每程劃一$2.0的政府長者及合資格殘疾人士公共交通票價優惠計劃。 - 乘客可以現金或八達通卡於上車時付款，不設找贖。 - 此路線設有長者咭半價優惠，上車時須出示長者咭。 - 深圳灣口岸工作人員優惠收費：$11.5 |

## 行車路線
此路線主要服務天水圍北及廈村往來深圳灣口岸。
- 天恩邨開途經：天恩邨通道，天瑞路，濕地公園路，天葵路，天龍路，天城路，天恩路，天榮路，天城路，天華路，屏廈路，田廈路，廈村路，廈村交匯處，港深西部公路，深圳灣公路大橋及深圳灣口岸港方口岸區公共交通交匯處。
- 深圳灣口岸開途經：深圳灣口岸港方口岸區公共交通交匯處，深圳灣公路大橋，港深西部公路，廈村交匯處，廈村路，田廈路，屏廈路，天華路，天城路，天龍路，天葵路，濕地公園路，天瑞路及天恩邨通道。

## 外部連結
- 投訴：綠巴618線班次疏排長龍 （页面存档备份，存于），東方日報，2011年12月7日
- 運輸署：新界區專線小巴第618號線之路線資料及獲准上落客地點
- i-busnet.com：新界區專線小巴路線 路線618 （页面存档备份，存于）
- 小巴薈：新界區專線小巴618號線 （页面存档备份，存于）
- 香港巴士大典上的相关条目：新界專綫小巴618線
- 香港巴士大典上的相关条目：新界專綫小巴618A線
- 香港巴士大典上的相关条目：新界專綫小巴618B線